# Алета-Уондо
Алета-Уондо — город в регионе Сидама, Эфиопия. Население на 2005 год — 20 513 человек.

## История
Уондо был оккупирован итальянской дивизией Лаги 30 ноября 1936 года. Город был отбит 1-м полком Золотого Берега 22 мая 1941 года без боевых действий. Союзные войска приняли капитуляцию бригадного генерала и около 3000 пленных.
В 1958 году Уондо был одним из 27 мест в Эфиопии, причисленных к городам первого класса. В 1960-х в городе появилась телефонная связь.

## Демография
По данным Центрального статистического агентства за 2005 год, общая численность населения Алета-Уондо составляет 20 513 человек. Согласно переписи населения 1994 года, в городе проживало 11 300 человек.